# Pheraeus unia
Pheraeus unia es una especie de mariposa de la familia Hesperiidae que fue descrita originalmente con el nombre de Phlebodes unia, por Arthur Gardiner Butler, en 1870, a partir de ejemplares procedentes de Minas Gerais, Brasil.

## Distribución
Pheraeus unia está distribuida entre las regiones y ha sido reportada en Brasil, tanto en Minas Gerais como en Espírito Santo.

## Plantas hospederas
No se conocen las plantas hospederas de P. unia.